# Mohammed IX al-Aysar
Mohammed IX as-Saghîr ben Nasr surnommé As-Saghîr (Le petit) ou Abû `Abd Allâh al-'Aysar al-Ghâlib Mohammed IX ben Nasr. Surnommé Al-'Aysar ou El Zurdo (Le gaucher) et Al-Ghâlib (Le vainqueur) est le quinzième émir nasride de Grenade. Il est né en 1396. Il est le petit-fils de Mohammed V al-Ghanî, son père n'a pas régné. Il succède d'abord à Mohammed VIII al-Mutamassik en 1419. Son règne est particulièrement chaotique puisque interrompu à trois reprises. Il meurt en 1453. 

## Biographie
Tout son règne va être marqué par la lutte entre les clans et les interventions de la Castille, ce qui va produire ce règne interrompu à trois assez brèves reprises. 
Pendant tout son règne le roi de Castille est Jean II qui n'a qu'un an à son accession au trône en 1406. Jean II a la réputation d'être l'un des rois les plus faibles et les moins capables de l'histoire de la Castille. Sous son règne, la Castille ne représente pas un danger militaire mais elle a le pouvoir de créer des désordres en suscitant des rivalités entre les clans nasrides. 
En Aragon, connaît lui aussi un long règne, celui d'Alphonse V 1416 à 1456. Mais ce souverain ne semble pas très intéressé par les affaires espagnoles et semble préférer Naples, la Sardaigne et la Sicile.
Ce contexte explique une période dépourvue de grandes batailles, heureusement pour les Nasrides qui n'ont plus d'alliés sur qui compter.
La situation intérieure de l’émirat devient précaire à partir du 9 novembre 1417, date du décès de Abû al-Hajjâj Yusuf lII,  lorsque son fils aîné Mohammed VIII al-Mutamassik âgé de huit ans lui succède. Les chroniques castillanes affirment que la réalité du pouvoir appartient au vizir du roi défunt et régent `Alî al-Amîn. Une famille arabe, les Banû Sarraj, que la légende allait rendre célèbre sous le nom d'Abencérages, a commencé à jouer un rôle primordial dans la vie politique du royaume nasride. 
Les Abencérages qui exerçaient le commandement militaire à Guadix et Illora se soulèvent contre l'autorité du vizir `Alî al-Amîn. Pour imposer leur candidat pour le trône de Grenade,  un petit-fils de Mohammed V al-Ghanî ils recourent à une manœuvre. Les Abencérages convoquent les alfaquíes dans la grande mosquée de Grenade. Ils les  incitent à déclarer illégitime le gouvernement de Mohammed al-Mutamassik à cause de sa minorité. Les Alfaquíes intimidés ou convaincus par les allégations des rebelles, émettent l'avis qu'on leur demandait.

### Premier règne (1419 - 1427)
Les Grenadins ont alors ouvert les portes à Mohammed al-'Aysar. Aussitôt le nouveau souverain monte à l'Alhambra. Al-Amîn se rend et le jeune émir destitué est mis en prison avec sa famille. Les habitants de Grenade surnomment le nouveau souverain Al-’Aysar (le gaucher). Ce dernier se maintient sur le trône pendant huit ans, une période relativement longue sans coup d'État.
En 1424, la Castille conquiert Cuevas Bajas et  Cuevas de San Marcos dans la province de Malaga.
En politique extérieure, Mohammed al-'Aysar commence par négocier avec la Castille le renouvellement de la trêve qui était sur le point d'expirer. Étant donné la situation difficile de la politique interne castillane, le roi Jean II accède aux désirs de Grenade. Le 11 juin 1426 à Ocaña, on signe une nouvelle trêve de deux ans. En vertu de ce traité, les négociants pourraient librement transiter par les deux royaumes qu'ils soient chrétiens, musulmans ou juifs.
Mohammed al-'Aysar, met le gouvernement aux mains de Yûsuf ibn as-Sarraj. La préférence qu'il donne à cette famille et le mépris avec lequel elle traite parfois le reste de la noblesse grenadine, contribue à l'augmentation du nombre de ses adversaires. Face à Mohammed al-'Aysar, il y a les légitimistes qui pensent que le royaume doit revenir au jeune émir destitué. Ce groupe d'opposants forme un parti puissant dirigé par Ridwan Bannigas. Enfin le mécontentement dû aux pénuries de denrées et à la lourdeur des impôts destinés à payer le tribut à la Castille va croissant dans la population. En janvier 1427, tous ces mécontents sortent Mohammed al-Mutamassik de prison, il a alors plus de 21 ans. Dès qu'il a su que les gens de la médina se révoltaient, Mohammed al-'Aysar s'est enfui et a trouvé refuge à Oran.

### Premier interrègne
En 1427, Mohammed al-Mutamassik qui avait été destitué en 1419, reprend le pouvoir pendant deux ans soutenu par un clan rival des Abencérages, les Bannigas (Banu Egas ou Venegas). 
Fin 1429, Yûsuf Ibn as-Sarraj parvient à faire revenir au pouvoir Mohammed al-'Aysar tandis que Mohammed al-Mutamassik est emprisonné dans la forteresse de Salobreña.

### Deuxième règne (1429 - 1431)
Fin mars 1431, Mohammed al-'Aysar ordonne d'exécuter son rival Mohammed al-Mutamassik, prisonnier dans la forteresse de  Salobreña, pour éviter toute tentative de coup d'État venant des Bannigas.
Ridwan Bannigas, chef du parti légitimiste qui avait soutenu Mohammed al-Mutamassik, cherche un nouveau prétendant pour renverser Mohammed al-'Aysar. Plutôt que de soutenir un des petits-enfants de Yûsuf II comme Yûsuf ben Ahmen ben Yûsuf ou Sa`d al-Musta`in ben Nasr ben Yûsuf qui sont les candidats les plus légitimes à la succession, Ridwan Bannigas leur préfère un proche, son beau-frère, petit-fils de l'usurpateur Mohammed VI al-'Ahmar, c'est-à-dire Yûsuf ben al-Mawl (Abenalmao). Les deux petits fils de Yûsuf II, tous deux encore jeunes, se rallient à ce choix.
Le 11 mars 1431, la Castille conquiert Jimena de la Frontera dans le Campo de Gibraltar.
Les conspirateurs se réunissaient dans le palais que Yûsuf ben al-Mawl possède dans le centre de la médina. Ils décident que Ridwân Bannigas doit aller chercher l'aide de Jean II. Ridwân Bannigas quitte Grenade au mois de mai 1431. Il se présente à Cordoue à la cour castillane. Bannigas conseille aux castillans d'attaquer directement Grenade les assurant que la population leur sera favorable et ainsi ils pourront mettre sur le trône l'homme de leur choix en l'occurrence Yûsuf ben al-Mawl. Jean II trouve là une occasion de semer la division chez les Nasrides et ainsi les affaiblir. Combattre contre un ennemi divisé c'est justement ce que Jean II attendait, Il accepte les propositions de Ridwân Bannigas qui rentre à Grenade annoncer le résultat heureux de sa mission.
Le 3 juin 1431, Jean II, publie une bulle du Pape Martin V qui proclame que la conquête de Grenade est une croisade. L'armée croisée passe la frontière et avance vers Grenade sans aucune résistance. Mohammed al-'Aysar envoie  de petits escadrons pour harceler les Castillans. Le lendemain, Ridwân Bannigas, Yûsuf ben al-Mawl sortent de Grenade pour aller à la rencontre de Jean II. Ce dernier au lieu de reconnaître Yûsuf comme son nouveau vassal souverain de Grenade, se contente de lui offrir son hospitalité. 

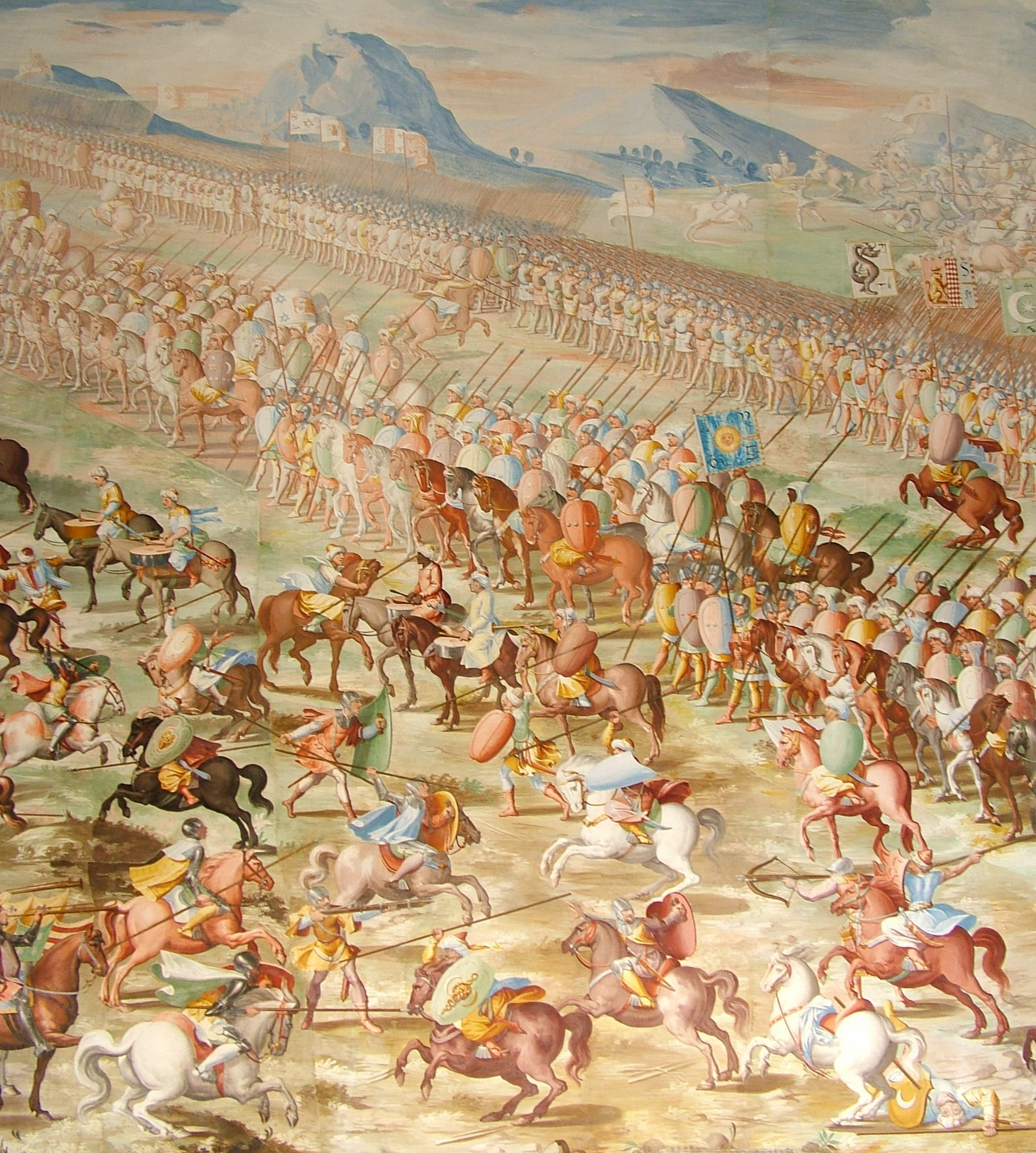
Bataille de la Higueruela (1431). Fresque à l'Escorial.

Mohammed al-'Aysar confie le commandement de l'armée à un de ses meilleurs généraux, Mohammed el Cojo (Le boiteux). Le 1er juillet 1431, la bataille de La Higueruela s'engage à Higuerua de Martos entre les troupes de Jean II de Castille menées par Alvaro de Luna et les troupes fidèles à Mohammed al-'Aysar menées par El Cojo. La bataille se solde par une victoire de la Castille.
En dépit de cette victoire, la  croisade castillane s'arrête là sans rentrer dans Grenade. Jean II revient à Cordoue accompagné de Yûsuf ben al-Mawl et Ridwân Bannigas. Yûsuf ben al-Mawl est traité comme le titulaire de l'émirat de Grenade et installe sa cour à Cordoue. Le but de Jean II est de créer une situation instable à Grenade. Lorsque cela se produit, un certain nombre d'adversaires de Mohammed al-'Aysar mais aussi du parti des Abencérages se rallient à Yûsuf.

### Deuxième interrègne
En février 1432, le lieutenant d'al-'Aysar, le prince nasríde Mohammed al-'Ahnaf (El Cojo) s'est fait ouvrir les portes de Grenade par les fidèles de Muhammad IX. Yusuf IV résistait encore avec quelques partisans dans l'Alhambra et une partie de l'Albaicín. Il a fait appel à Jean II de Castille, mais les troupes castillanes ont été rejetées par Mohammed al-'Ahnaf là même où s'était déroulée la bataille de La Higueruela. Finalement, Yusuf IV s'est livré à Muhammad al-'Aysar.

### Troisième règne (1432 - 1445)
Après l'éviction de Yûsuf IV, Mohammed al-'Aysar revient encore une fois au pouvoir pour la période la plus longue de son règne. 
En 1434, Jean II de Castille, conquiert Castellar de la Frontera, et assiège Álora. 
Jusqu'en 1439 les batailles avec les Castillans continuent. Mohammed al-'Aysar obtient une trêve.
Le 14 janvier 1442, les Mozarabes de Comares (province de Malaga) lèvent les armes au nom de San Hilario, contre les musulmans de Comares. La révolte est jugulée.

### Troisième interrègne

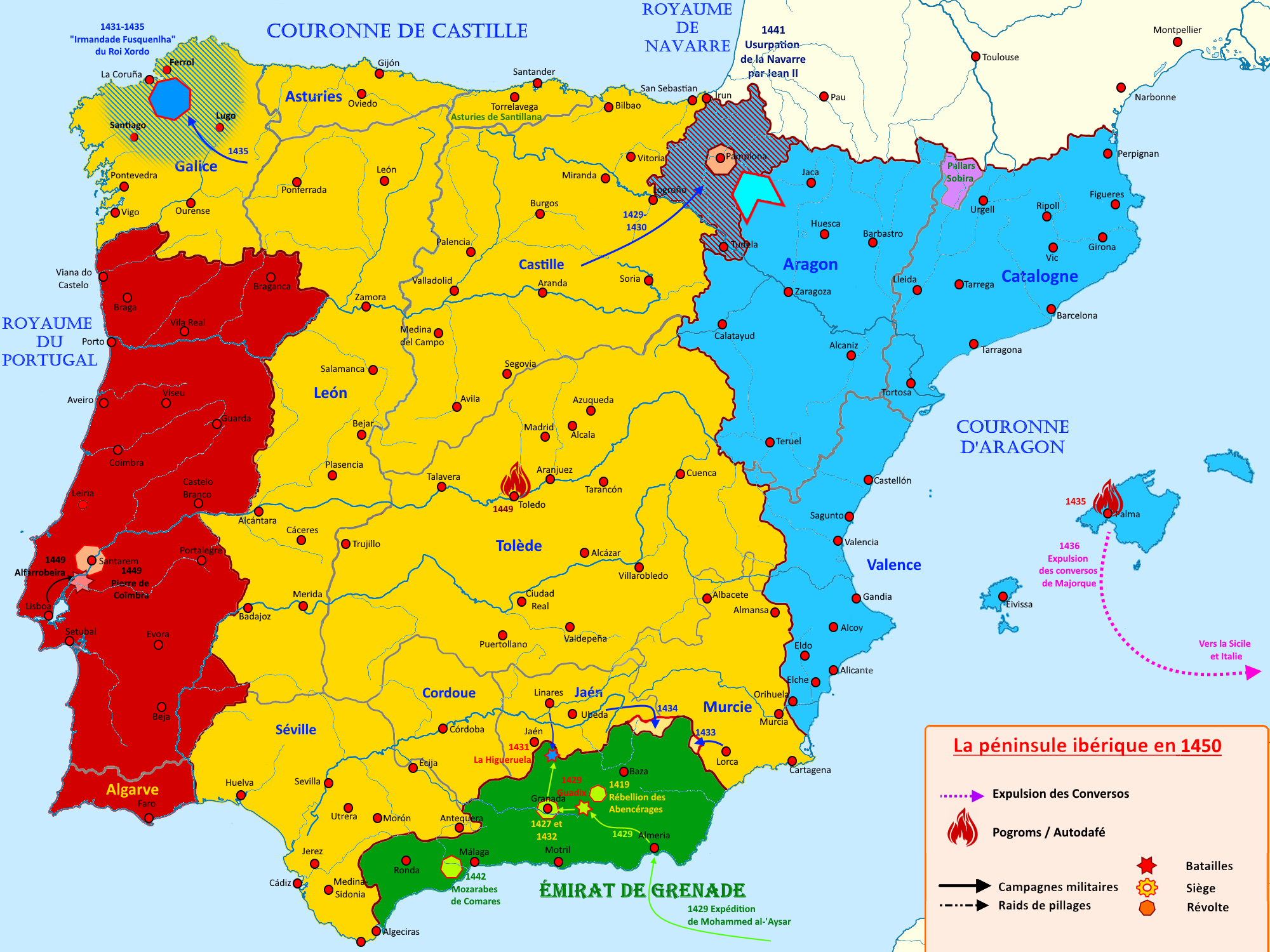
L'émirat de Grenade en 1450

### Dernier règne (1447 - 1453)
Mohamed al-'Aysar prend le pouvoir pour la quatrième fois. Il devient ainsi le symbole de l'instabilité du pouvoir castillan. Pour assurer sa succession, il marie sa fille avec un fils de Mohammed VIII al-Mutamassik, Mohammed (El Chiquito) qu'il désigne pour successeur et qui régnera sous le nom de Mohammed XI. Ce choix est contesté par les Abencérages qui lui préfèrent Sa`d al-Musta`in. 
Pendant cette période la Castille connaît, elle aussi, une certaine instabilité intérieure, aussi Mohamed al-'Aysar peut-il remporter quelques victoires sur la zone frontalière (La Frontera). 
En 1445, attaque de Villamartín de la province de Cadix. 
En 1451, reconquête de Jimena de la Frontera.
En 1452, attaque de nouveau Villamartín 
En 1454, Henri IV de Castille succède à son père Jean II. Il poursuit la même politique de harcèlement sur la frontière et attise les rivalités internes qui affaiblissent l'émirat de Grenade.
On pourrait terminer cette période en 1451. En effet à partir de 1451, Mohammed al-'Aysar est co-régnant avec Mohammed (El Chiquito) cette situation dure jusqu'à la mort de Mohammed al-'Aysar en 1453. Mohammed (El Chiquito) lui succède.